# 唐納·川普彈劾調查
川普的彈劾調查於2019年9月24日啟動，由美國眾議院議長南希·佩洛西發表電視講話。唐納·川普在其總統任內被匿名舉報，指控他濫用職權施壓烏克蘭總統澤連斯基調查民主黨總統參選人拜登父子。值得注意的是自德懷特·D·艾森豪總統後的六位共和黨總統中，民主黨曾對除了傑拉德·福特總統以外的五位總統發動彈劾，但除了尼克森（後在彈劾開始前被迫辭職下台）外都未成功。
2019年10月31日，美国众议院投票通过了弹劾特朗普调查程序决议。眾議院議長佩洛西表示，“眾議院從今天起將從閉門取證轉向公開聽證”。
11月12日， 美国众议院展开对特朗普总统公开听证。特朗普成为美国历史上第三位遭众议院弹劾的总统。另外两人为前总统约翰逊和克林顿。
12月18日，美国众议院在表决通过两项针对总统特朗普的弹劾条款。
2020年1月15日，众议院议长佩洛西宣布了7名弹劾经理人名单，7名弹劾经理人在當日晚些时候向参议院提交弹劾条款正式文件。1月31日，参议院以51票反对、49票支持的结果，未通过传唤证人的决议。
2月5日，美国参议院就彈劾川普總統的兩項條款進行投票，判定川普無罪。

## 另見
- 特朗普-乌克兰丑闻
- 第一次唐納·川普彈劾案

## 延伸閱讀
- Allan J. Lichtman, , 哈珀柯林斯, 2017, ISBN 978-0062696823.
- Cole, Jared P.; Garvey, Todd.  (PDF). 國會研究處. 2015-10-29  [2017-07-14]. （原始内容存档 (PDF)于2019-12-19）.
- Politico analysis: Who supports impeachment? （页面存档备份，存于）